# Cmentarz wojenny nr 370 – Jordanów
Cmentarz wojenny nr 370 w Jordanowie – niezachowany cmentarz z I wojny światowej.
Zaprojektowany przez nieznanego architekta jako kwatera wojskowa na cmentarzu parafialnym. Pochowano żołnierzy rosyjskich w 3 grobach pojedynczych. Cmentarz został zlikwidowany po II wojnie światowej.